# Hypersara metopina
Hypersara metopina är en tvåvingeart som beskrevs av Louis-Paul Mesnil 1953. Hypersara metopina ingår i släktet Hypersara och familjen parasitflugor. Inga underarter finns listade i Catalogue of Life.